# Quarto cheio de fumaça

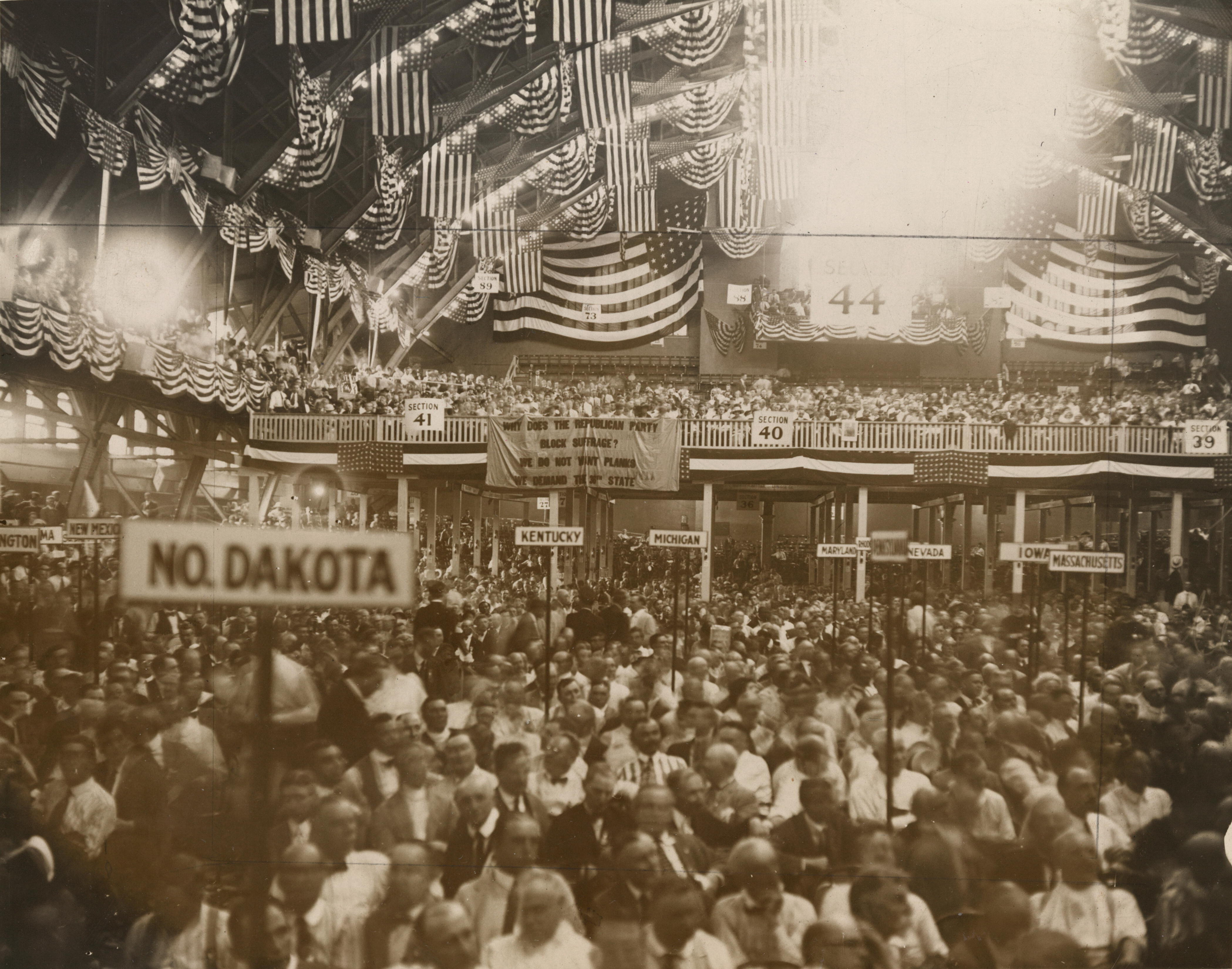
Convenção Nacional Republicana de 1920.

No jargão político dos Estados Unidos, um quarto cheio de fumaça é um termo que refere-se a um encontro político secreto ou um processo de tomada de decisão. A frase é geralmente usada para sugerir um círculo interno de corretores de poder, como em uma convenção. O termo sugere uma cabala de homens poderosos ou bem conectados, fumantes de charutos, que se reúnem em particular para nomear um candidato político ou tomar decisões sem consideração pela vontade do grupo maior.
Um exemplo inicial de um quarto cheio de fumaça é o Caucus de Boston. Um relatório de uma reunião de 1763 deste grupo disse: "Selecionadores, assessores, coletores e representantes são regularmente escolhidos [lá] antes de serem escolhidos na cidade... Lá eles fumam tabaco até que você não pode ver de uma extremidade do sótão para o outro."
A origem do termo estava em um relatório de Raymond Clapper da United Press International, em que descreveu rumores do processo em que Warren G. Harding foi nomeado como o candidato republicano para a eleição presidencial de 1920. Depois de muitos votos indecisos, Harding, um candidato relativamente menor, foi escolhido como um candidato de compromisso pelos poderosos republicanos em uma reunião privada na sala 404 no Blackstone Hotel em Chicago, depois que a convenção chegou a um impasse.

## Nota
- Este artigo foi inicialmente traduzido, total ou parcialmente, do artigo da Wikipédia em inglês cujo título é «Smoke-filled room», especificamente desta versão.